# Borghild Holmsen
Borghild Holmsen (Kråkstad (Vevelstad) 22 oktober 1865 – Bergen, 4 december 1938) was een Noors pianist, componist en muziekcriticus. Ze behoort tot de in Noorwegen bekende familie Holmsen met geoloog Andreas Holmsen en historicus Andreas Holmsen, met een geschiedenis die terugvoert tot de 18e eeuw.
Ze werd als middelste kind van drie geboren binnen het gezin van grondbezitter Thorvald Clemetsen Holmsen (19 september 1832- 19 september 1911) en Jacobine Ludovica Ellefsen (23 januari 1883- 29 december 1880).
Op zevenjarige leeftijd verhuisde ze naar Christiania omdat haar vader de boerderij in Vevelstad had verkocht. Ze kreeg aldaar pianoles van Agathe Backer-Grøndahl en muziektheorie van Otto Winter-Hjelm. Ze studeerde verder in Leipzig bij Carl Reinecke (onder andere compositieleer) en Salomonm Jadassohn en in Berlijn bij Albert Becker. Als componiste moest ze in haar dagen vechten tegen een vooroordeel tegen vrouwelijke componisten, net als haar lerares Backer-Grøndahl.
Haar pianistendebuut vond plaats in 1889 in Leipzig toen zij met violist F. Berber een uitvoering gaf van haar eigen Sonate voor piano en viool, die verloren is gegaan. Een jaar later trad ze op in Oslo. Haar latere sonate voor viool en piano zou haar bekendste werk worden. Ze heeft diverse malen de Noorse regering gevraagd om studietoelagen voor met name een studie orkestratie, doch die werden alle geweigerd. Daarna concerteerde ze in Noorwegen,  Europa en de Verenigde Staten. Na haar loopbaan als concertpianiste ging ze les geven aan het Conservatorium van Bergen waar Harald Sæverud een van haar leerlingen was. In aanvulling op het doceren schreef ze muziekrecensies voor het Bergens Aftenblad en Bergens Arbeidersblad. Tevens zette ze een muziekbibliotheek op poten in die stad.
In 1911 gaf ze een lezing over oud-Noorse muziek. In 1912 ontving ze de onderscheiding "Officier de l’Academie Française". Van haar zijn vijfentwintig verhandelingen bekend omtrent klassieke muziek, per componist en ook per land.

## Enkele concerten
- 6 maart 1890:[3] Een concert in de concertzaal van Brødrene Hals met Jacoba Elling, Signe Kohmann en Gustav Lange waarbij ook haar eerste twee opera werden uitgevoerd
- 31 januari 1894 begeleidde ze zangeres Clara Polscher in Oslo
- 23 september 1897: samen met Arve Arvesen speelde ze haar Sonate voor piano en viool; zelf voerde ze haar Scherzo, Barcarole en Capriccio uit, met een herhaling op 18 oktober in Frederikstad

## Werken (gedeelte)
Door haar lange verblijf in Leipzig verschenen zowel werken met als zonder opusnummer:
- opus 1: Twee pianostukken (een barcarole en scherzo); opgedragen aan Lizzie Winge, collegapianiste
- opus 2: 3 nye sange med Tysk text (Primula veria, Curiose Geschichte, Wir lebten uns einst)
- opus 3: Romance voor viool en piano
- opus 9: Drie liederen (1899)
- opus 10; Vioolsonate
- opus 11: Die Feder am Sturmhut (lied)
- opus 11 ook wel: Festindtog på Akershus Festning (1905)[4]
- opus 12: Vier schetsen voor piano (waaronder Myggedans)
- opus 13: Balvise (liederen met pianobegeleiding)
- opus 14: Drie gedichten met tekst van Vilhelm Krag
- opus 15: Romance norvegienne voor viool en piano)
- opus 16: Elbenreigen
- opus 17: Fjordbilleder (Fjordbeelden)

Bovendien verscheen onder haar pseudoniem Octavia Kvint in 1917: Vijf walsetudes (5 Valse etuder):
1. Dans paa engen (een oefening in toonladders)
2. Svenskevals (een oefening in tertsen)
3. Clowner, som danser (een oefening in staccato)
4. Humlen (een oefening in trillers)
5. De voksnes vals (een oefening in octaven).

- Bibsys: 1056184
- Gemeinsame Normdatei: 1089782470
- International Standard Name Identifier: 0000 0003 6520 9967
- Library of Congress Control Number: nr97019451
- MusicBrainz: 7bb6e9ea-e798-4e14-8e4a-a88f9231dccb
- Virtual International Authority File: 230219593
- WorldCat: E39PBJwMDTdmCMmJBJDCgV7yh3